# Micropolypodium
Micropolypodium là một chi dương xỉ thuộc họ Polypodiaceae.
Chi này có các loài sau (tuy nhiên danh sách này có thể chưa đủ):
- Micropolypodium aphelolepis, (C.V.Morton) A.R.Sm.